# ダン・ウェッソン・ファイアアームズ
ダン・ウェッソン・ファイアアームズ（英：Dan Wesson Firearms）は、1968年にダニエル・ベアード・ウェッソンⅡ世によって設立されたアメリカの銃器メーカーである。

## 概要
創設者であるウェッソンⅡ世は、同じくアメリカの大手銃器メーカーであるスミス&ウェッソン社をホーレス・スミスと共に創設したダニエル・ベアード・ウェッソンの曾孫に当たり、1938年から1963年まで同氏はスミス&ウェッソン社で働いていた。しかし、同社がバンゴール・プンタによって、買収されると、サービスおよび競技用の高品質のアメリカ製リボルバーを製造するために、独自の製造事業を開始。そして、ダン・ウェッソンファイアアームズはウェッソンⅡ世がスミス&ウェッソン社を退社した同年1968年に設立され、本社と生産施設はマサチューセッツ州モンソンに存在した。
しかし、ウェッソンⅡ世が1978年に死去すると、会社の所有権は同氏の親族や同社の手に渡る等したが、現在はCZ社のアメリカ法人であるCZ-USAの傘下にある。

## 製品
ウェッソンⅡ世が存命の頃は、競技用としてリボルバーの製造・販売も多く取り扱っていたが、現在ではM1911系のオートマチックピストルの製造・販売が中心になっているという。
- M12
- M15
- M712